# HD 177846
HD 177846，又名CD-2815403，SAO 187701、HR 7240，是一颗恒星，视星等为6.04，位于銀經8.46，銀緯-15.86，其B1900.0坐标为赤經19h 1m 13.1s，赤緯-28° -15.86′ 27″。